# Герб наслега Анамы
Герб муниципального образования сельское поселение «Наслег Анамы» Алданского района Республики Саха (Якутия) Российской Федерации.
Герб утверждён Решением наслежного Совета депутатов Анамы № 32 от 7 июля 2009 года.
Герб внесён в Государственный геральдический регистр Российской Федерации под регистрационном номером 6621.

## Описание герба
«В лазоревом поле золотая отвлечённая голова лося, сопровождаемая: по сторонам двумя серебряными фигурами, каждая из которых составлена из пяти квадратных ромбов (один большой и четыре малых), сложенных крестообразно (большой посередине и соприкасается каждым своим углом с одним углом одного из больших), а внизу тремя возникающими серебряными треугольниками, средний из которых увенчан малым опрокинутым стропилом с раздвоенными концами, а два других малыми квадратными ромбами».